# Cerylinae
Sous-famille
La sous-famille des Cérylinés (ou Cerylinae) regroupe des oiseaux appartenant à la famille des Alcedinidae (martins-pêcheurs et martins-chasseurs).

## Liste des genres
Selon ITIS:
- genre Ceryle Boie, 1828
- genre Chloroceryle Kaup, 1848
- genre Megaceryle Kaup, 1848

## Liste des espèces
Espèces valides selon la classification de référence (version 2.2, 2009) du Congrès ornithologique international (ordre phylogénique) :
- Chloroceryle aenea – Martin-pêcheur nain
- Chloroceryle inda – Martin-pêcheur bicolore
- Chloroceryle americana – Martin-pêcheur vert
- Chloroceryle amazona – Martin-pêcheur d'Amazonie
- Megaceryle lugubris – Martin-pêcheur tacheté
- Megaceryle maxima – Martin-pêcheur géant
- Megaceryle torquata – Martin-pêcheur à ventre roux
- Megaceryle alcyon – Martin-pêcheur d'Amérique
- Ceryle rudis – Martin-pêcheur pie